# Nisí Chrysí
Nisí Chrysí är en ö i Grekland.   Den ligger i prefekturen Nomós Lasithíou och regionen Kreta, i den sydöstra delen av landet, 400 km sydost om huvudstaden Aten. Arean är 4,1 kvadratkilometer.
Terrängen på Nisí Chrysí är mycket platt. Öns högsta punkt är 17 meter över havet. Den sträcker sig 1,7 kilometer i nord-sydlig riktning, och 4,9 kilometer i öst-västlig riktning.